# Cristián Jiménez
Pour les articles homonymes, voir Jiménez.
Cristián Jiménez, né le 1975 à Valdivia (Chili), est un réalisateur et scénariste chilien.

## Filmographie partielle

### Comme réalisateur
- 2003 : Hong Kong
- 2004 : El tesoro de los caracoles
- 2006 : XX
- 2009 : Ilusiones ópticas
- 2011 : Bonsái
- 2012 : El Reemplazante (série télévisée, 8 épisodes, de 2012 à 2014)
- 2014 : La voz en off
- 2016 : Vida de Familia

### Comme scénariste
- 2003 : Hong Kong
- 2003 : Los debutantes (collaboration au scénario)
- 2004 : El tesoro de los caracoles
- 2006 : XX
- 2007 : Tres son multitud (série télévisée)
- 2008 : 199 recetas para ser feliz
- 2009 : Ilusiones ópticas
- 2011 : Bonsái
- 2013 : Niño Árbol
- 2013 : El Ciudadano Kramer
- 2014 : La voz en off